# 条纹蟹
条纹蟹（学名：Rhabdonotus pictus）为菱蟹科条纹蟹属的动物。分布于越南、印度尼西亚、新加坡，包括南海、北部湾等海域，生活环境为海水，常栖息于48-63米水深的粗沙以及贝壳底。